# Helina setosa
Helina setosa är en tvåvingeart som beskrevs av Zielke 1970. Helina setosa ingår i släktet Helina och familjen husflugor. Inga underarter finns listade i Catalogue of Life.